# Taurons
Els selaquimorfs, selacimorfs o selacis (Selachimorpha) són un superordre de peixos cartilaginosos de la subclasse dels elasmobranquis, coneguts popularment com a esquals, taurons o cans marins. Se'n coneix prop de 500 espècies repartides en més de 80 gèneres. El peix més gros és el tauró balena, que pot arribar a fer 12 metres de llarg.
Els taurons tenen un esquelet cartilaginós, forma hidrodinàmica, la pell coberta per denticles dèrmics, i respiren a través de 5 a 7 parells de brànquies situades als costats del cap.
Hi ha espècies ovípares, ovovivípares i vivípares (tenen una mena de placenta anàloga a la dels mamífers). La dieta és molt variada i generalment carnívora. Hi ha grans depredadors de peixos, tortugues o foques, però molts s'alimenten de mol·luscs i crustacis i d'altres fins i tot de plàncton.

## Orígens
Les proves de l'existència dels taurons es remunten a fa més de 450-420 milions d'anys, al període Ordovicià, abans que apareguessin els vertebrats terrestres i abans que moltes plantes haguessin colonitzat els continents. Tot el que s'ha descobert dels primers taurons són algunes escates, i els paleontòlegs no estan tots d'acord sobre el fet que aquestes escates pertanyen a taurons autèntics. Les escates de tauró generalment acceptades daten de fa prop de 420 milions d'anys, en el període Silurià. Els primers taurons tenien una aparença molt diferent de la dels moderns. La major part de taurons moderns tenen els orígens aproximadament vers 100 milions d'anys ençà.

## Característiques generals

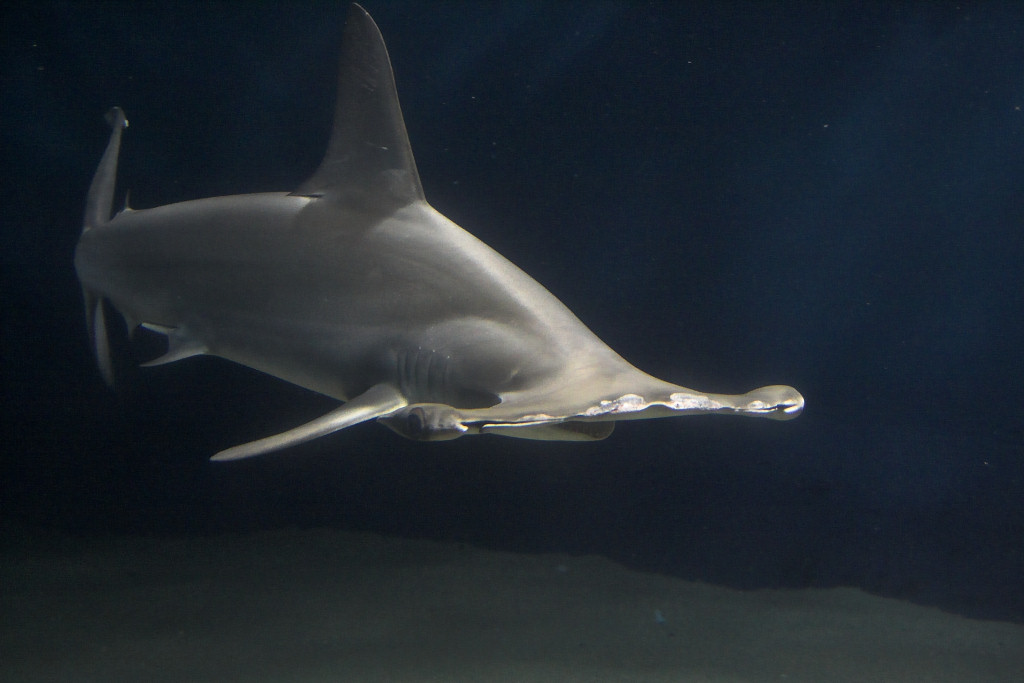
Tauró martell.

El taurons són peixos amb esquelet cartilaginós. Tenen sentits molt desenvolupats, moltes de les seves espècies són capaces de caçar i devorar gairebé qualsevol altre animal marí, tant en mars profundes com a mars de poca fondària. Aquestes dues característiques expliquen la seva llarga història evolutiva. Moltes de les espècies de taurons són molt similars a les que nedaven en les mars de fa més de 100 milions d'anys amb una gran diversitat tant pel que fa al comportament com a la dimensió. El tauró balena és el tauró més gros, i també el peix amb una mida més gran assolint prop de 15 metres de llargada. En l'altre extrem, hi ha espècies no ultrapassen els 50 centímetres de longitud.
Els taurons són peixos sobretot marins que viuen en totes les mars, i que abunden especialment en mars tropicals. Tanmateix, moltes espècies migren remuntant els rius, com el tauró camús, que ateny fins al llac Nicaragua, a l'Amèrica Central. Els taurons són coneguts com a carnívors agressius, que fins i tot arriben a atacar membres de la seva pròpia espècie. Curiosament, però, les dues espècies que tenen la mida més gran (el tauró pelegrí i el tauró balena) són animals tranquils que s'alimenten de plàncton i que filtren l'aigua mitjançant pintes branquials.

## Anatomia

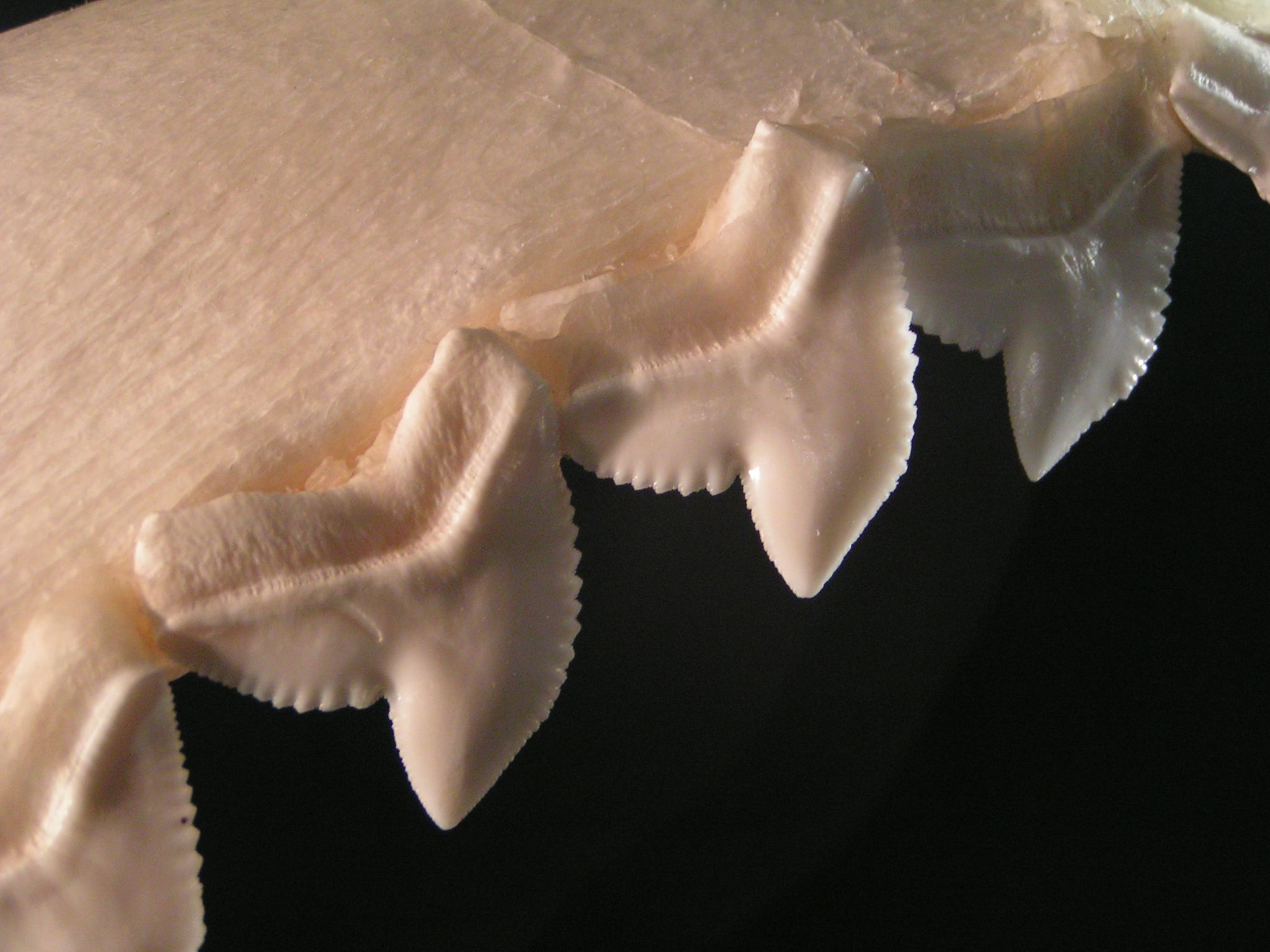
Una dent de tauró tigre

Una gran part dels taurons són de color gris i tenen la pell corretjosa, coberta de petites escates placoides esmolades i punxegudes que, al contrari de les que caracteritzen els peixos amb esquelet ossi, no augmenten de mida amb l'edat adulta. Tenen un cos fusiforme acabat per un rostre afilat amb la boca situada en posició ventral. Presenten 5 o 7 fenedures branquials situades darrere del cap. La aleta caudal és asimètrica, prolongant-se en un lòbul superior, el que es coneix com a cua hetereocerca.
Moltes espècies tenen fileres de dents agusades enclavades en membranes fibroses en lloc de les mandíbules. Les dents, que es perden sovint quan les claven a les preses, són reemplaçables per altres dents que substitueixen l'espai buit que deixen els primers. Els taurons poden tenir fins a 3.000 dents en un moment donat i més de 20.000 al llarg de la seva existència. Quan mosseguen, poden exercir una pressió de 3.000 kg/cm², és a dir, mosseguen 300 vegades més fort que els éssers humans.
Les aletes i la cua dels taurons són rígides.
Posseeixen poderosos enzims digestius i un plec epitelial especialitzat que forma un espirall al llarg de l'intestí prim i que els permet d'absorbir una gran diversitat d'aliments. Els taurons són en gran manera carronyers i s'alimenten de peixos ferits, deixalles i altres residus procedents dels vaixells. També s'alimenten d'animals com foques, tortugues, ocells, balenes, crancs, i una gran varietat de peixos.

### Esquelet
L'esquelet d'un tauró és molt diferent del dels peixos ossis i dels vertebrats terrestres. Els taurons i la resta de peixos cartilaginosos (rajades i mantes) tenen un esquelet compost de cartílag, que és un teixit connectiu flexible que funciona de la mateixa manera que els ossos humans. Com en els seus parents, les rajades i mantes, la mandíbula dels taurons no està unida al crani. La superfície mandibular, igual que les vèrtebres i els arcs branquials, és un element esquelètic que requereix un suport addicional a causa de la seva exposició més gran a estressos físics i la seva necessitat de força addicional. Per tant, presenta una capa de plaques hexagonals úniques i minúscules dites tesseres que estan fetes de blocs de cristalls de sals de calci arranjats en mosaic. Això forneix a aquestes àrees aproximadament la mateixa força que tindria un teixit ossi autèntic i molt més pesant. Generalment tan sols hi ha una capa de tesseres en els taurons, però les mandíbules d'espècies grosses, com ara el tauró camús, el tauró tigre o el gran tauró blanc en tenen dues, tres o més capes de tesseres, segons la mida corporal. Les mandíbules d'un tauró blanc de gran dimensió poden tenir fins a cinc capes. Al musell, el cartílag pot ser esponjós i flexible per a absorbir la força dels impactes. Els esquelets de les aletes són allargats i són suportats per radis tous i no segmentats anomenats ceratotrics, filaments de proteïna elàstica semblant a la ceratina còrnia del pèl i les plomes.

## Tipus de fecundació i de reproducció
A diferència dels peixos ossis, que per norma general produeixen moltes cries petites i immadures, la major part dels taurons donen a llum cries grans i ben desenvolupades, fins a un nombre màxim de 100 per ventrada. Els taurons fecunden els òvuls internament, el mascle introdueix un dels seus òrgans copuladors en la femella i inverteixen més energia produint menys cries però més protegides.
Hi ha formes ovípares, que ponen ous grossos i ben protegits per una carcassa còrnia amb filaments que tenen la funció d'ancorar-se a les roques o plantes marines, però nombroses espècies són ovovivípares, ja que els ous es desenvolupen a l'úter matern. Fins i tot hi ha espècies autènticament vivípares, com el tauró tigre, en les què les cries es desenvolupen en l'úter, de manera que el sac del blanc de l'ou es converteix en una placenta als plecs de la paret uterina i forneix nutrients a l'embrió, de menera anàloga a la dels mamífers; tal és el cas del tauró tigre, que sols dona a llum dues cries per ventrada.
El desenvolupament embrionari dura més de sis mesos i, en el cas de la pintarroja de l'Atlàntic, dura prop de dos anys. En néixer, les cries d'algunes espècies grosses mesuren més d'un metre de longitud i són nedadores veloces que s'alimenten de les mateixes preses que els adults. Tot sovint, les cries neixen en llocs protegits prop de la costa, lluny dels mascles. Els taurons dejunen durant llargs períodes a l'estació cria i es mantenen gràcies a les reserves emmagatzemades al fetge. Així eviten de devorar-se els uns als altres, així com a les seves pròpies cries.

## Alimentació
Els taurons són carnívors, que ingereixen una gran varietat de preses, de plàncton microscòpic fins a cetacis. Els taurons tenen extremament desenvolupat el sentit de l'olfacte, essent capaços de detectar vestigis de substàncies, com la sang a l'aigua, i seguir-ne la pista fins al seu origen. La vista, menys desenvolupada, els permet de percebre vagament els moviments de llums i ombres en les aigües fosques, especialment quan se'ls aproxima una presa. Són molt sensibles als sons de baixa freqüència i tenen una audició direccional molt potent. Els òrgans que posseeixen en les línies laterals, i el musell els permet de captar estímuls electrònics febles procedents de les contraccions musculars dels peixos ossis. Aquesta combinació de sentits i llur agudesa, expliquen la seva reeixida evolutiva. Són peixos extraordinàriament hàbils a l'hora de localitzar les preses i seguir-ne el rastre. Cada espècie té el seu nínxol alimentari específic dintre del seu hàbitat, i constitueix un important baldó en el flux d'energia pels oceans de la terra. Quan cacen en estols, es poden incitar entre si fins a formar un frenesí devorador. Fan cercles entorn la seva presa i s'hi llancen a sobre de sobte, normalment de baix cap a dalt. Malgrat la quantitat de submarinistes, nedadors i esquiadors aquàtics que s'aventuren en aigües on hi ha de taurons, es produeixen relativament pocs atacs encara que estatísticament, quan això passa, un terç són mortals. Entre les espècies més perilloses per a l'ésser humà trobem el tauró blanc, el tauró martell, el tauró tigre i el tauró blau o tintorera.
Tampoc existeix una relació entre grandària i consum de carn. A desgrat de la seva enorme mida, per exemple, tant el tauró pelegrí com el tauró balena s'alimenten filtrant l'aigua per captar plàncton, i son capaços de filtrar vora 1,3 milions de litres per hora. En contrast, el tauró blanc s'alimenta de peixos, calamars, tortugues i mamífers marins, i té una vista excepcional que distingeix colors. Aquest enorme carnívor ha evolucionat per a consumir grans quantitats de menjar esporàdicament i es creu que fa llargues migracions fins a zones de caça propicies. És una de les 27 espècies de tauró enregistrades que han atacat persones o embarcacions.

## Respiració
Els taurons extreuen l'oxigen de l'aigua que banya les brànquies, d'on es transfereix a la sang. L'aparell circulatori distribueix la sang oxigenada als teixits i òrgans, al mateix temps que els rebuigs metabòlics, com el diòxid de carboni, són expulsats a l'aigua. Les brànquies reben sang rica en diòxid de carboni i desposseïda d'oxigen directament del cor, situat sota les brànquies. La sang es bomba a través dels capil·lars dels arcs branquials, disposats de manera que la sang flueix en el sentit contrari de l'aigua que entra. En les espècies més ràpides, l'aigua entra per la boca oberta i és canalitzada cap a les brànquies quan el tauró neda. Les espècies bentòniques disposen d'espiracles que funcionen com entrades auxiliars d'aigua, quan l'animal descansa o té la boca ocupada amb el menjar.

## Capacitat sensorial

### Moviment i anatomia
Els taurons estan proveïts de mandíbules ben desenvolupades, un parell d'orificis nasals i dos parells d'aletes pectorals i pelvianes. A més de l'esquelet cartilaginós es diferencien dels peixos ossis perquè tenen denticles dèrmics i dents que són substituïdes al llarg de la seva vida o que estan fusionades amb plaques òssies de creixement continu. La forma del cos està dissenyada per a la màxima eficàcia hidrodinàmica i és adequada als seus hàbits depredadors. Les aletes són gruixudes, rígides i, generalment, sense espines. Tots els taurons tenen quatre aletes parelles, dues de pelvians i dues de pectorals, i tres aletes senars: caudal, dorsal i anal. Els taurons no tenen bufeta natatòria, però tenen altres adaptacions que contribueixen a millorar la seva flotabilitat i els seus dots natatoris, com el seu esquelet cartilaginós, més lleuger que si fos ossi, així com un fetge de grans proporcions, amb un alt contingut en oli.

### Osmoregulació
A diferència dels peixos ossis, amb l'excepció del celacant, la sang i els altres teixits dels taurons i dels condrictis en general és isotònica amb medi marí gràcies a l'elevada concentració d'urea i de trimetilamina N-òxid (TMAO), cosa que els permet d'estar en equilibri osmòtic amb l'aigua marina. Aquesta adaptació evita que la major part de taurons visquin en aigua dolça, de manera que resten restringits als medis marins. Hi ha algunes excepcions a aquesta regla, com ara el tauró camús, que ha desenvolupat una manera per a canviar el funcionament dels seus ronyons per tal d'excretar grans quantitats d'urea. Quan un tauró es mor, la urea es descompon en amoníac per l'acció dels bacteris — per aquest motiu, el cadàver començarà a fer gradualment una forta olor d'amoníac.

### Altres sentits

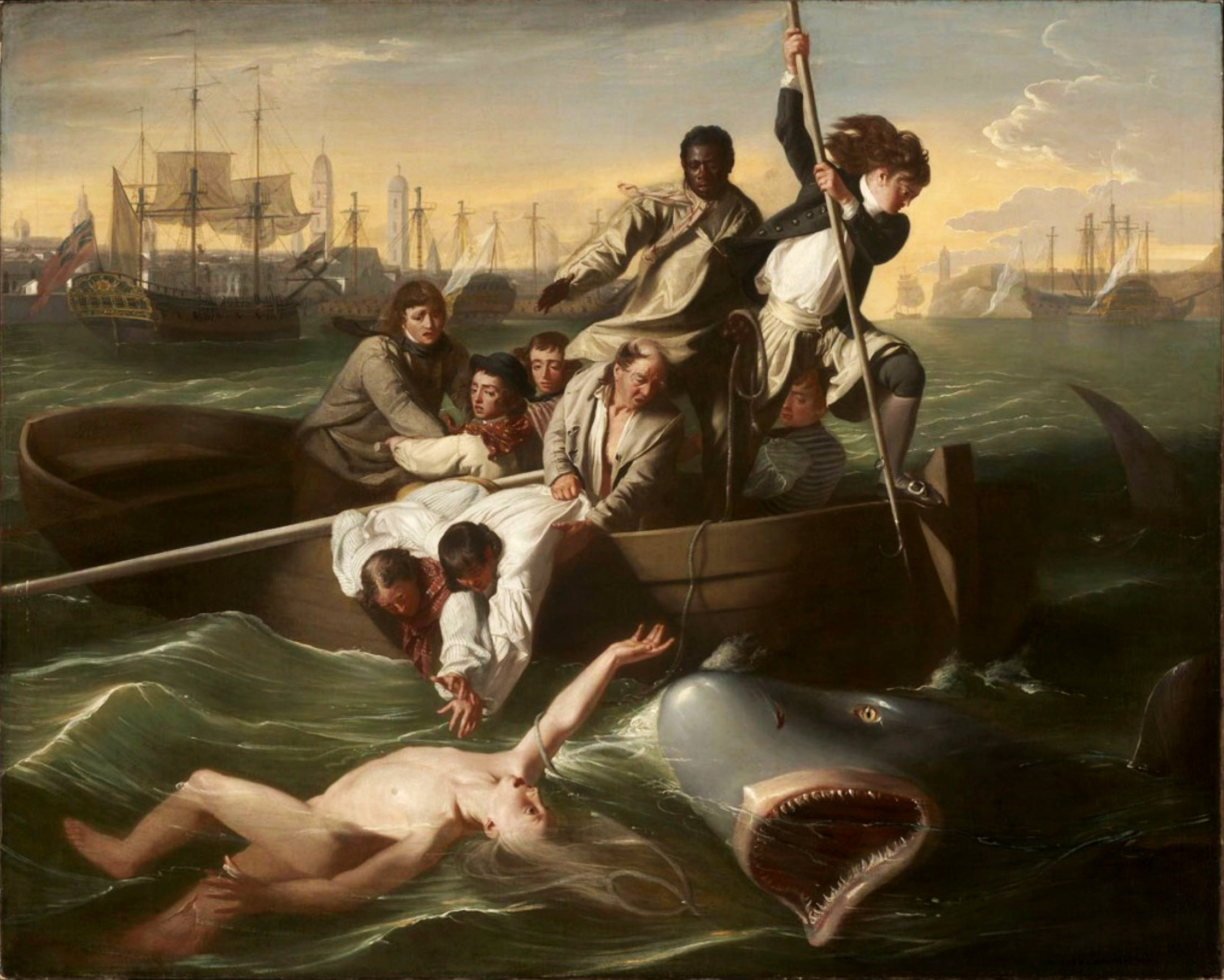
Watson i el tauró (J. S. Copley, 1749), pintura basada en un atac a un nedador a l'Havana

Els taurons són capaços de desenvolupar conductes summament complexes, així com mostren una gran capacitat d'aprenentatge, especialment amb relació a la capacitat de caçar. Els lòbuls òptics i mesencefàlics processen una gran quantitat d'informació la qual és proveïda constantment pels seus sentits. En general els taurons més ràpids que viuen en profunditats mitjanes tenen un cervell més gros i complex que les espècies més lentes que viuen als fons marins. En la major part de les espècies de taurons, les ones de pressió sonora que viatgen per l'aigua, com les que produeixen els moviments dels peixos, són canalitzades per uns diminuts tubs cartilaginosos situat a la part de dalt del crani, per on entren a l'orella interna. El sistema de canals semicirculars forneix al tauró informació de la velocitat i direcció dels seus moviments. Els ulls estan adaptats per a veure-hi en condicions de poca lluminositat. L'iris regula la llum i la retina forneix la visió cromàtica. Els ulls solen estar envoltats per parpelles immòbils, però alguns tenen la parpella inferior doblegada, que es tanca a sobre de l'ull quan mengen. Els taurons disposen de detectors mecànics del tacte: una xarxa de fibres nervioses embolicades en una càpsula, en les aletes. Molts poden detectar lleus canvis de temperatura a l'aigua i mantenir-se en un mateix punt de graduació tèrmica en masses d'aigua en moviment. Unes escames especialitzades redueixen la resistència quan neden. Els receptors del gust situat en el paladar i a la base de la gola fan possible que el tauró tasti les sabors del menjar abans de menjar-se la presa.

## Medi on viuen i adaptacions
Els taurons poblen tots els oceans del món encara que molt poques espècies poden tolerar les aigües polars. La major part prefereixen els hàbitats marins poc profunds, però algunes espècies com l'agulló o quissona viuen a grans profunditats.

### Migracions
La major part dels taurons realitzen migracions anuals, amb freqüència com a resposta als canvis de temperatura de l'aigua o anant a la recerca de fons d'alimentació transitòries, com per exemple, grups de preses en època de cria. Poden conjuminar aquest comportament amb les seves pròpies estratègies reproductives. La distància que poden percórrer depèn dels seus dots natatoris. Per exemple algunes espècies com el gatvaire o el tauró gat (Scyliorhinus canicula) i el tauró gris (Carcharhinus plumbeus) poden no emigrar i unes altres, més fortes i actives, com ara el marraix o la tintorera, poden travessar oceans sencers. En el Diccionari de l'IEC, a la veu TAURÓ, a més de les definicions correctes del tauró blanc i el tauró blau, es defineix el tauró gris com a Carcharhinus longimanus. Aquesta identificació és molt problemàtica, perquè de Carcharinus longimanus la localització segura més pròxima és l'illa de Madeira i no n'hi ha cap observació comprovada en el Mediterrani. El veritable tauró gris, Carcharinus plumbeus (a) i el suposat tauró gris, Carcharhinus longimanus (b). longimanus no n'hi ha cap. El nom de tauró gris, s'hauria de reservar per a Carcharhinus plumbeus, perquè la traducció correcta de plumbeus és ‘plumbi’, sinònim de gris, i perquè aquesta és l'única espècie de Carcharhinus de presència ben comprovada a la nostra mar.

### Capacitat d'adaptació
Els taurons han estat capaços de sobreviure en els oceans durant més de 200 milions d'anys gràcies a la varietat i qualitat dels seus aparells sensorials, que els han permès de trobar menjar i reproduir-se així com de no ser presa d'altres depredadors amb extraordinària eficàcia. Tots els taurons depenen dels seus sentits per a sobreviure, tant els que són caçadors actius, com els que viuen al llit marí per a trobar menjar, o els grossos i parsimoniosos que s'alimenten filtrant l'aigua. Molts són capaços de detectar vibracions de baixa freqüència mitjançant un aparell sensorial especialitzat que complementa la seva oïda. D'altres tenen un sentit electromagnètic que detecta els més febles camps elèctrics que generen els impulsos nerviosos i l'activitat muscular d'altres animals. La seva vista és extraordinàriament aguda en les distàncies curtes. Els taurons no s'agrupen en bancs coordinats, a diferència de molts de peixos ossis, però algunes espècies formen congregacions. En el Mar de Cortés es reuneixen periòdicament grans grups diürns, compostos, sobretot, per joves femelles de tauró martell en zones d'alta productivitat. Com que el seu metabolisme és més lent que el dels peixos, no els cal alimentar-se massa sovint, i tan sols cacen quan en tenen menester.

## Importància ecològica
Encara que almenys 2% de les espècies vives de peixos són taurons, la seva importància ecològica és crucial per als ecosistemes marins, perquè són depredadors en el vèrtex de la piràmide tròfica. En conseqüència, els seus nivells naturals de població són molt inferiors a la major part dels peixos ossis. Això, afegit al baix índex de reproducció, els converteix en animals molt vulnerables a la sobreexplotació. No arriben a la maduresa sexual fins a sis anys, i alguns fins divuit anys o més. Engendren poques cries i els embrions passen per un llarg desenvolupament. Les quimeres, que estan emparentades amb els taurons, pertanyen a la subclasse dels "holocèfals", que consta d'un únic ordre amb 3 famílies i 37 espècies.

## Atacs a humans
Contràriament a la creença popular, sols hi ha constància que quatre de les més de 500 espècies de tauró conegudes hagin causat mai la mort de persones. D'altra banda, són entre 15 i 20 les espècies que han atacat o ferit (sense produir la mort) éssers humans. Existeixen, de mitjana, vora 60 atacs de tauró a éssers humans a l'any, dels quals menys de 10 tenen resultats fatals. Molts d'atacs de taurons són el resultat de les molèsties que causen els mateixos humans o per identificació equivocada. Encara que el tauró blanc és l'espècie més comunament associada a un atac de tauró, la realitat és que, el tauró camús (Carcharhinus leucas) és el responsable de la major part dels atacs contra humans. Una raó parcial d'això és que sovint viatgen per aigua dolça, en rius, en distàncies curtes.

## Taurons als Països Catalans

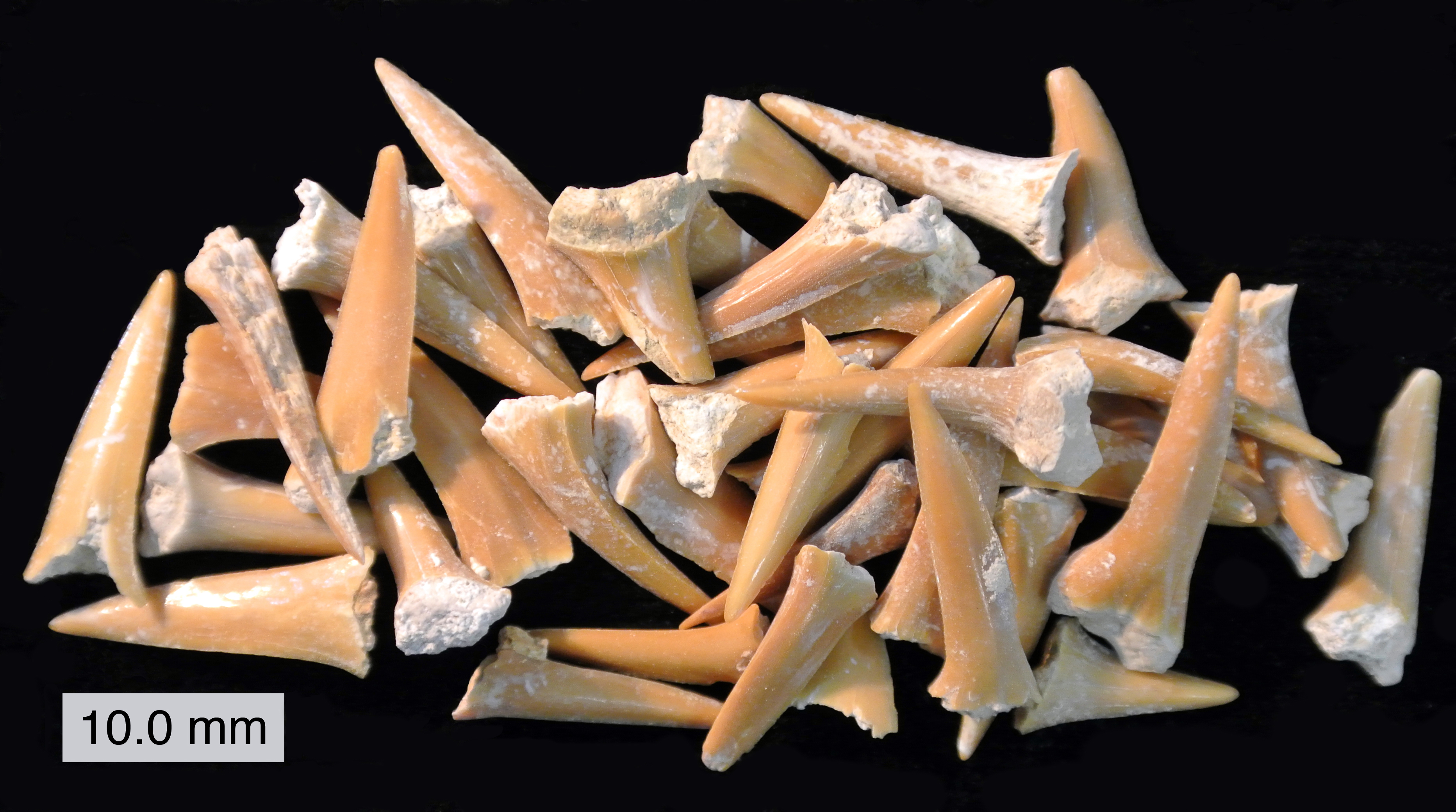
Una col·lecció de dents de tauró fossilitzades.

A les costes dels Països Catalans es troben més de 30 espècies de taurons, les quals es poden destriar entre bentòniques i demersals -lligades al fons- i pelàgiques -que neden en aigües obertes-. Aquest nombre representa, aproximadament, 10% de les espècies conegudes a tota la Terra. La forma i la grandària varien considerablement dels uns als altres, encara que la majoria de taurons són petits, aproximadament d'uns 150 centímetres i, per tant, inofensius per als humans. Les espècies més grosses se solen trobar en aigües pregones, o bé a grans distàncies de la platja sent molt difícil que entrin en contacte amb la gent, no obstant això, i de manera ocasional, s'hi poden acostar alguns exemplars isolats.
A la primera dècada del segle xxi és una espècie que es captura ocasionalment, molt poc freqüent i que es troba en recés, com la major part dels taurons.
A les costes catalanes es troben poques espècies potencialment perilloses per a les persones o les petites embarcacions, tot i que val la pena destacar:
- El peix guilla (Alopias vulpinus) no és agressiu dins de l'aigua, però un cop pescat les seues cuades poden ésser extremadament perilloses. Hi ha arxius que mostren decapitacions de pescadora que per una fuetada de la cua d'aquest peix en un intent d'hissar-lo per endur-se'l a terra. També hi ha dades de casos semblants amb el peix guilla, però sense confirmar.
- El tauró blanc (Carcharodon carcharias) és considerat l'espècie més perillosa per a l'ésser humà. La seva presència als Països Catalans és àmpliament provada. Al llarg dels anys ha estat citat entre Els Columbrets i el continent, a Mallorca, a Menorca, a Vinaròs, a Castelló de la Plana, a Vilassar de Mar i a Tossa de Mar. El 2 de febrer de 1989 un exemplar va matar un submarinista al golf de Baratti (Itàlia), sobre un fons de 20 metres. Al juny de 1990, un tauró blanc va atacar una petita embarcació en aigües del Golf de Lleó (França).
- El marraix (Lamna nasus) és considerat potencialment perillós, a causa de la seva envergadura i a la seva dentadura, encara que no es coneixen casos d'atacs a humans
- El solraig (Isurus oxyrinchus) és una espècie que, normalment, evita les aigües somes. Pot arribar a ésser agressiu amb els submarinistes i atacar, fins i tot sense que hi hagi hagut provocació.
- La tintorera (Prionace glauca), per la seva poca timiditat, és l'espècie de tauró que més s'atansa a la costa, especialment a l'estiu. Hi ha documentats atacs a petites embarcacions, submarinistes i nedadors. Se n'han capturat força individus al llarg de tot el litoral català.

També reben el nom de solraig altres espècies de taurons, en aquest cas de la família dels odontàspids: el solraig clapejat i Odontaspis ferox (solraig llis o solraig de sorra), ambdues espècies són considerades rares o absents a les Pitiüses. Cal tenir en compte que el nom de solraig s'utilitza tot sovint com a sinònim de tauró i que a Mallorca també s'utilitza el nom salroig.

## Selecció d'espècies
| - Agullat xato - Bocadolça - Espursim - Gat de mar - bocanegra - Negret xato - Peix xovato - Solraig ver - Solraig clapejat - Solraig llis - Tauró balena - Tauró blanc - Tauró bocaample - Tauró bronzat - Tauró camús - Tauró catifa | - Tauró cigar - Tauró d'aletes platejades - Tauró de grans dents - Tauró de Groenlàndia - Tauró de mans llargues - Tauró de musell negre - Tauró de musell punxegut - Tauró de nit - Tauró de puntes blanques - Tauró de puntes negres - Tauró de puntes negres dels esculls - Tauró dels esculls del Carib - Tauró dormidor banyut - Tauró follet | - Tauró blau - Tauró fosc - Tauró gris - Tauró lleopard - Tauró llimona - Tauró nodrissa - Tauró nodrissa lleonat - Tauró pelegrí - Tauró pigmeu - Tauró sedós - Tauró serp - Tauró tigre - Tauró ventrut - Tauró zebra |